# Байконусов, Дадебай
Дадебай Байконусов (1883, село Уюк, Аулиеатинский уезд, Сырдарьинская область, Туркестанский край, Российская империя — 1958, Казахская ССР) — старший табунщик колхоза имени Чкалова Таласского района Джамбулской области, Казахская ССР. Герой Социалистического Труда (1948).

## Биография
Родился в 1883 году в крестьянской семье в селе Уюк Аулиеатинского уезда. Происходит из племени ысты. С раннего возраста трудился в сельском хозяйстве, занимался скотоводством. Во время коллективизации вступил в 1929 году в сельскохозяйственную артель имени Ельтая (в последующие годы — колхоз имени Чкалова Таласского района). Трудился разнорабочим на конеферме, с 1938 года — табунщик, в послевоенное время — старший табунщик.
В 1947 году вырастил 50 жеребят от 50 кобыл. Указом Президиума Верховного Совета СССР от 23 июля 1948 года удостоен звания Героя Социалистического Труда за «получение высокой продуктивности животноводства в 1947 году» с вручением ордена Ленина и золотой медали «Серп и Молот» (№ 2468).
Этим же указом званием Героя Социалистического Труда были награждены председатель колхоза Байкошкар Мусиралиев, труженики колхоза имени Чкалова Картабай Атчабаров и Тилеп Кыдырбаев.
После укрупнения колхозов в 1950 году трудился конюхом в колхозе имени Амангельды (с 1954 года — совхоз «Уюкский») Таласского района. В последующие годы — конюх, рабочий фермы № 3.
Умер в 1958 году.